# Neocrepidodera carolinae
Neocrepidodera carolinae là một loài bọ cánh cứng trong họ Chrysomelidae. Loài này được Baselga & Novoa miêu tả khoa học năm 2005.